# 比木
比木（ひき）は、静岡県御前崎市の大字である。
本項では1889年（明治22年）の町村制施行時に同区域に存在した比木村（ひきむら）についても記す。

## 地理
御前崎市北東部に位置する。南で佐倉、北で下朝比奈・上朝比奈、西で宮内、東で牧之原市鬼女新田・須々木・落居・笠名と隣接する。静岡県道239号相良浜岡線が横断する。

### 字
- 吾妻ヶ谷（あづまがや）
- 雨ヶ谷（あまがや）
- 安海戸（あんかいと）
- 五十地（ごじゅうぢ）
- 上ノ原（うえのはら）
- 会下ノ谷（えげのや）
- 拝勝佐谷（おがみかっさのや）
- 梶ヶ谷（かじがや）
- 勝佐谷（かっさのや）
- 株ッヶ谷（かぶつがや）
- 唐木ヶ谷（からきがや）
- 雉ヶ尾（きじがお）
- 行惣（ぎょうそう）
- 久保田（くぼた）
- 源房（げんぼう）
- 小蝶ヶ谷（こちょうがや）
- 小堤ヶ谷（こづつみがや）
- 塩田（しおだ）
- 四貫地（しかんぢ）
- 猪堀（ししぼり）
- 清水（しみず）
- 次郎丸（じろうまる）
- 千上田（せんじょうだ）
- 多良ヶ谷（たらがや）
- 寺ノ前（てらのまえ）
- 中田西ノ谷（なかだにしのや）
- 中田原（なかだばら）
- 中田東ノ谷（なかだひがしのや）
- 名波谷（ななみのや）
- 西ノ谷（にしのや）
- 西原（にしばら）
- 袴（はかま）
- 浜坂（はまさか）
- 百姓ヶ谷（ひゃくしょうがや）
- 平尾（ひらお）
- 船ヶ谷（ふながや）
- 福田沢原（ふくださわばら）
- 福田沢（ふくださわ）
- 別所（べっしょ）
- 別所原（べっしょばら）
- 法京ノ谷（ほうきょうのや）
- 南ノ谷（みなみのや）
- 宮木ヶ谷（みやきがや）
- 宮木原（みやきばら）
- 山崎（やまざき）
- 山田谷（やまだのや）

## 歴史
- 「旧高旧領取調帳」[4]の記載によると、明治初年時点で相良藩領であった。
- 1868年（慶応4年）
  - 5月24日 - 徳川宗家が駿河府中藩に転封。それにともない遠江国内で領地替えが行われる。
  - 9月5日 - 相良藩が上総小久保藩に転封。府中藩の管轄となる。
- 1869年（明治2年）8月7日 - 府中藩が静岡藩に改称。
- 1871年（明治4年）
  - 7月14日 - 廃藩置県により静岡県の管轄となる。
  - 11月15日 - 第1次府県統合により浜松県の管轄となる。
- 1876年（明治9年）8月21日 - 第2次府県統合により静岡県の管轄となる。
- 1889年（明治22年）4月1日 - 町村制施行により近世以来の比木村が単独で自治体を形成し、城東郡比木村が発足。
- 1896年（明治29年）4月1日 - 郡制の施行により所属郡が小笠郡に変更。
- 1955年（昭和30年）3月31日 - 比木村が池新田町・朝比奈村・佐倉村・新野村と合併して浜岡町が発足。同日比木村廃止。大字比木となる。
- 2004年（平成16年）4月1日 - 浜岡町が榛原郡御前崎町と合併して御前崎市が発足。

## 世帯数と人口
2015年（平成27年）10月1日現在の世帯数と人口は以下の通りである。
| 大字 | 世帯数  | 人口    |
| ---- | ------- | ------- |
| 比木 | 430世帯 | 1,501人 |

## 交通

### バス
- しずてつジャストライン浜岡営業所
  - 御前崎市内線（自主運行路線）
    - 御前崎総合病院 - 浜岡営業所 - 雨垂（名波） - 御前崎海洋センター

### 道路
- 静岡県道239号相良浜岡線

## 施設
- 御前崎市消防本部
- 比木簡易郵便局
- 賀茂神社
- 正福寺

## その他

### 日本郵便
- 郵便番号 : 437-1602[2]（集配局：浜岡郵便局[5]）。

### 警察
町内の警察の管轄区域は以下の通りである。
| 番・番地等 | 警察署     | 交番・駐在所 |
| ---------- | ---------- | ------------ |
| 全域       | 菊川警察署 | 浜岡交番     |